# Monte Nevoso
Monte Nevoso eller Snežnik (slovenska: Snežnik, kroatiska: Snježnik, latin: Mons Albus, italienska: Monte Nevoso, tyska: Krainer Schneeberg) är ett kalkplatå i Dinariska alperna (ibland räknas det som en sydlig utvidgning av Juliska alperna. Huvuddelen av platån, inklusive de två högsta topparna ligger i Slovenien. Den sydliga delen sträcker sig in i Kroatien, där de övergår i bergområdet Gorski Kotar. Högsta toppen är belägen 1 796 meter över havet.

## Toppar
Plattån har två huvudtoppar:
- Stora Snežnik (Veliki Snežnik), 1 796 m ö.h., Slovenien
- Lilla Snežnik (Mali Snežnik), 1 688 m ö.h., Slovenien

Notera att det på den kroatiska sidan av gränsen, två mil söderut i Gorski Kotar, finns ett berg också kallat Snježnik eller Snežnik med höjden 1 506 meter över havet.